# Kuh-e Nozva
Le Kuh-e Nozva est un sommet en Iran culminant à 3 730 mètres d'altitude dans la chaîne de l'Elbourz. C'est un sommet ultra-proéminent.